# Gavin Hoyte
Gavin Andrew Hoyte (ur. 6 czerwca 1990 w Londynie) – piłkarz z Trynidadu i Tobago angielskiego pochodzenia występujący na pozycji obrońcy w angielskim klubie Barnet oraz w reprezentacji Trynidadu i Tobago. Były młodzieżowy reprezentant Anglii.

## Kariera
Jest bratem innego wychowanka Arsenalu – Justina Hoyte’a, który obecnie występuje w Middlesbrough. W pierwszej drużynie Arsenalu zadebiutował 23 września 2008 w meczu Carling Cup przeciwko Sheffield United. 1 stycznia 2009 roku został wypożyczony do Watford. W październiku 2009 roku trafił do Brighton & Hove Albion. W styczniu 2012 przeszedł na zasadzie wypożyczenia do klubu z angielskiej League Two – AFC Wimbledon.
10 lipca 2012 roku podpisał kontrakt z Dagenham & Redbridge.